# 2021年克馬得群島地震
2021年克馬得群島地震是在2021年3月5日发生於紐西蘭克马德克群岛的地震。地震強度為8.1矩震級。震央位于克馬得群島的拉烏爾島以南。其中有前震為7.4級 ，有餘震為6.1級。

## 地震
這次的大型逆衝區地震由於反向斷層而沿隱沒帶發生。美國地質調查局估計破裂區範圍長175公里，寬75公里。前震發生在主震發生前的不到兩個小時。在主震發生前大約6個小時，北岛亦发生了7.3级地震，但其被认为與此地震無關。

## 海嘯
地震發生後，太平洋地區各地都發出了海啸警告，新西兰北岛則已受到海啸的威胁。數千名新西蘭居民需要到高地暫避。到目前为止，根據GeoNet测得的數據，在東角的海嘯高度為大約35—40（14—16英寸），在大堡礁岛的海嘯高度則為15—20（5.9—7.9英寸）。